# Giuseppe Chialli
Giuseppe Chialli (Città di Castello, 1800 – Roma, 23 dicembre 1839) è stato uno scultore italiano.
Era fratello minore del pittore Vincenzo Chialli. Studiò a Roma con Antonio Canova e a Perugia con Tommaso Minardi, poi fu assistente di Bertel Thorvaldsen. Molti suoi lavori rimasero allo stato di bozze o andarono perduti.
Alcune opere:
- Il giudizio di Paride, bassorilievo, pinacoteca di Città di Castello
- Statua di San Marco, nicchia al lato destro del portale della Chiesa della Gran Madre di Dio a Torino[1]